# Kościół Nawiedzenia Najświętszej Maryi Panny w Ostrowie Kościelnym
Kościół Nawiedzenia Najświętszej Maryi Panny w Ostrowie Kościelnym – rzymskokatolicki kościół parafialny mieszczący się we wsi Ostrowo Kościelne, w powiecie słupeckim.
Jest to świątynia drewniana na planie krzyża łacińskiego z 1717 roku z fundacji Mikołaja Łukomskiego - opata lądzkiego. Posiada figury Madonny z Dzieciątkiem i św. Mikołaja drewniane późnogotyckie z początku XVI wieku oraz późnogotycką chrzcielnicę z 1521. Wyposażenie utrzymane w stylu barokowym z resztkami barokowej polichromii.